# Герб Великої Долини (Україна)
Герб Вели́кої Доли́ни — один з офіційних символів села Велика Долина Криворізького району Дніпропетровської області, затверджений 5 грудня 2003 р. рішенням № 84-13/ІV сесії Великокостромської сільської ради.

## Опис
Щит перетятий вузькою червоною балкою, на верхньому лазуровому полі сходить золоте сонце з променями, над ним летить срібний голуб із лавровою гілкою у дзьобі, на нижньому зеленому полі три золоті квітки соняшника з чорними серцевинами, зліва — три золоті пшеничні колоски у стовп, а під ними червона підкова вухами угору.

## Значення символів
Голуб у сонячних променях символізує на прагнення жителів села до миру та злагоди. Колоски пшениці, квітки соняшника та підкова вказують на основні види діяльності жителів села в минулому і сьогоденні, відповідають традиційній уяві населення про добробут та заможне життя.